# Themaat
Themaat (52° 07′ N, 5° 01′ L) is a hamlet in the dos Países Baixos, na província de Utreque. Themaat pertence ao município de Utreque, e está situada a 7 km, a oeste de Utreque.